# Monheimer Baggersee
Das Naturschutzgebiet Monheimer Baggersee liegt auf dem Gebiet der Stadt Monheim am Rhein im Kreis Mettmann in Nordrhein-Westfalen.
Das Gebiet erstreckt sich östlich der Kernstadt von Monheim am Rhein. Östlich des Gebietes verläuft die A 59.

## Beschreibung
Das etwa 71,2 ha große Gebiet wurde im Jahr 1981 unter der Schlüsselnummer ME-004 unter Naturschutz gestellt.
Laut Fachinformationssystem des Landesamtes für Natur, Umwelt und Verbraucherschutz in NRW ist der Monheimer Baggersee

„eine seit 1998 aufgelassene Kiesabgrabung in der Niederterrasse des Rheins. Das Gebiet umfasst die Wasserfläche und die Ufer- und Böschungsbereiche des Baggersees. Der nordöstliche Abschnitt des Sees bis zur zentralen, heute meist überfluteten, Insel ist durch Seichtwasserbereiche sowie mehrere Grobkiesbänke geprägt und stellt einen wertvollen Rückzugsraum für störanfällige bzw. brütende Vögel sowie Reproduktionsbereich für Fische dar. Der Bereich wird im Nordwesten von der mit Pappeln und Silber-Weiden bewachsene Büteführ-Halbinsel begrenzt. Hier befindet sich eine große Kormoran-Kolonie. (...)
Das Gebiet hat eine landesweite Bedeutung als Überwinterungs-, Rast- und Brutbiotop sowie als Mauserplatz für zahlreiche teils gefährdete und stark gefährdete Wasser-und Watvogelarten wie Flussregenpfeifer, Flussuferläufer, Schell-, Schnatter-, Krick-, Löffel- und Knäkente sowie verschiedene Sägerarten. Die Kormoranbrutkolonie ist mit 100 Brutpaaren die viertgrößte Kolonie in NRW. Die kiesig-sandigen Flächen im Süden und Nordosten des Sees sind Lebensraum für die gefährdete Zauneidechse. Beachtenswert sind die Beobachtungen der landesweit stark gefährdeten, wärmeliebenden Blauflügeligen Ödlandschrecken am sandigen Südufer. Die seltene Rauhautfledermaus hat vermutlich hier ein Paarungsrevier. (...)
Das Gebiet ist ein potentieller Standort des ehemals auf den offenen Flächen gefundenen Zwerg-Filzkrautes. (...)
  Da der See in kalten Wintern erst spät zufriert hat er eine landesweite Bedeutung als Überwinterungsplatz. (...)“

Der südliche Abschnitt zeichnet sich laut Landschaftsplan durch hohe Steilböschungen aus, die potentielle Brutstandorte für die Uferschwalbe darstellen und daher schützenswert sind. Des Weiteren wurden in dem See 8 Unterwasserpflanzen-Arten nachgewiesen, von denen 5 auf der Roten Liste der seltenen und / oder gefährdeten Arten in NRW stehen. Zwei der im Monbag-See gefundenen Wasserpflanzenarten (Knoten-Laichkraut und Spreizender Wasserhahnenfuß) galten für die Niederrheinische Bucht als ausgestorben.
Für die Öffentlichkeit ist der Monheimer Baggersee unzugänglich – außen insgesamt hermetisch abgezäunt und die Ufer zusätzlich durch Buschwerk bewachsen, wodurch auch von außen fast keine Einsichtsmöglichkeit auf den See gegeben ist. Allerdings hat die Stadt Monheim den beiden ansässigen Vereinen für Angelsport und Segeln die Freizeitnutzung des Sees unter gewissen Einschränkungen ermöglicht.

## Schutzziele
Schutzziele sind
- die Erhaltung eines durch Nassabgrabung entstandenen mesotrophen Grundwassersees mit reich strukturierten Ufer- und Böschungsbereichen insbesondere als bedeutsamer Überwinterungs-, Rast-, Brut- und Mauserplatz für seltene und bedrohte Wat- und Wasservögel und als Lebensraum für an nährstoffarme Stillgewässer gebundene Wasserpflanzenarten und
- Erhalt eines Sekundärbiotopkomplexes für limnische, amphibische und terrestrische Pionier-Lebensgemeinschaften.[6]

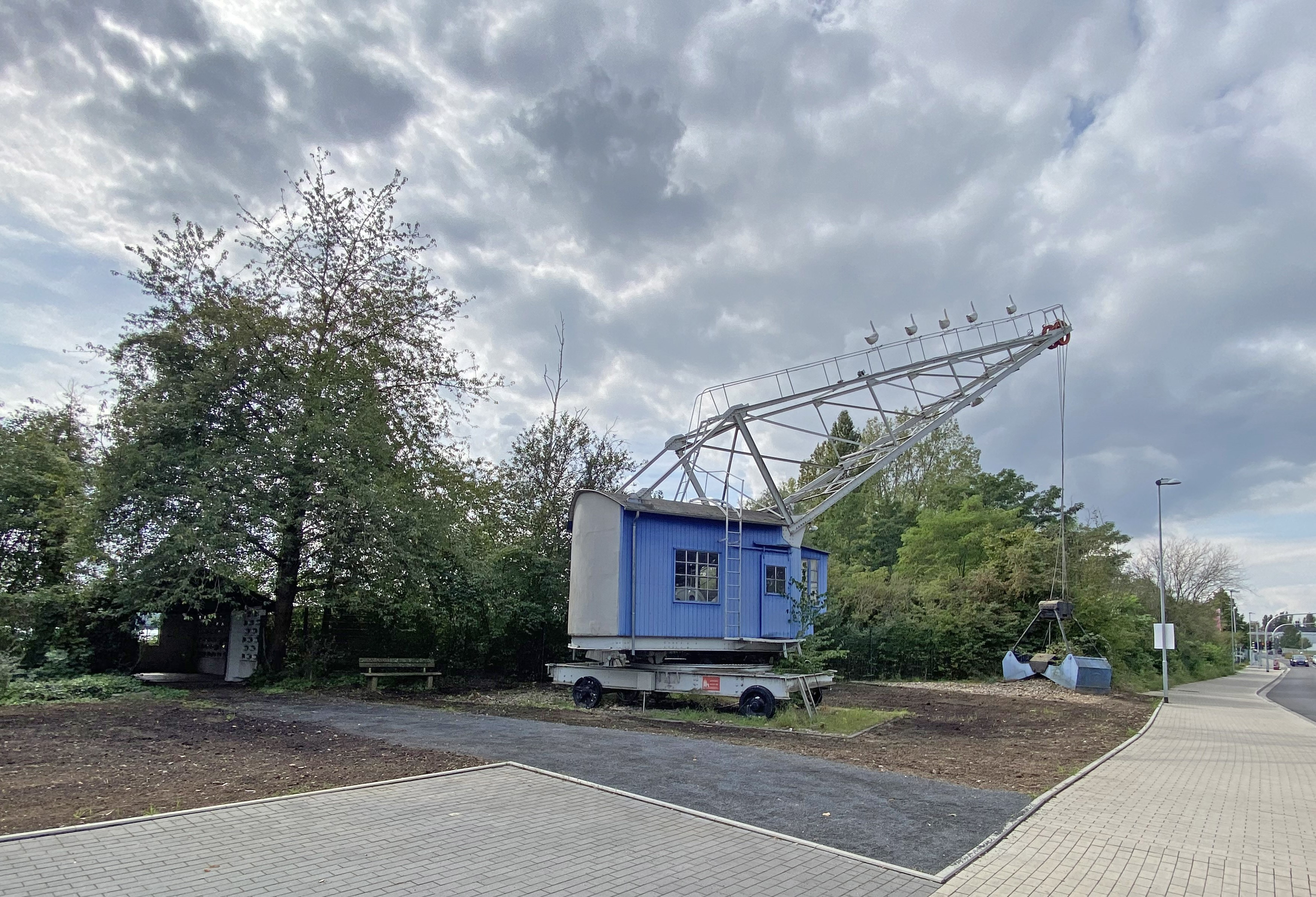
Ausgestellter Kiesbagger am Nordufer, daneben Vogelbeobachtungsunterstand
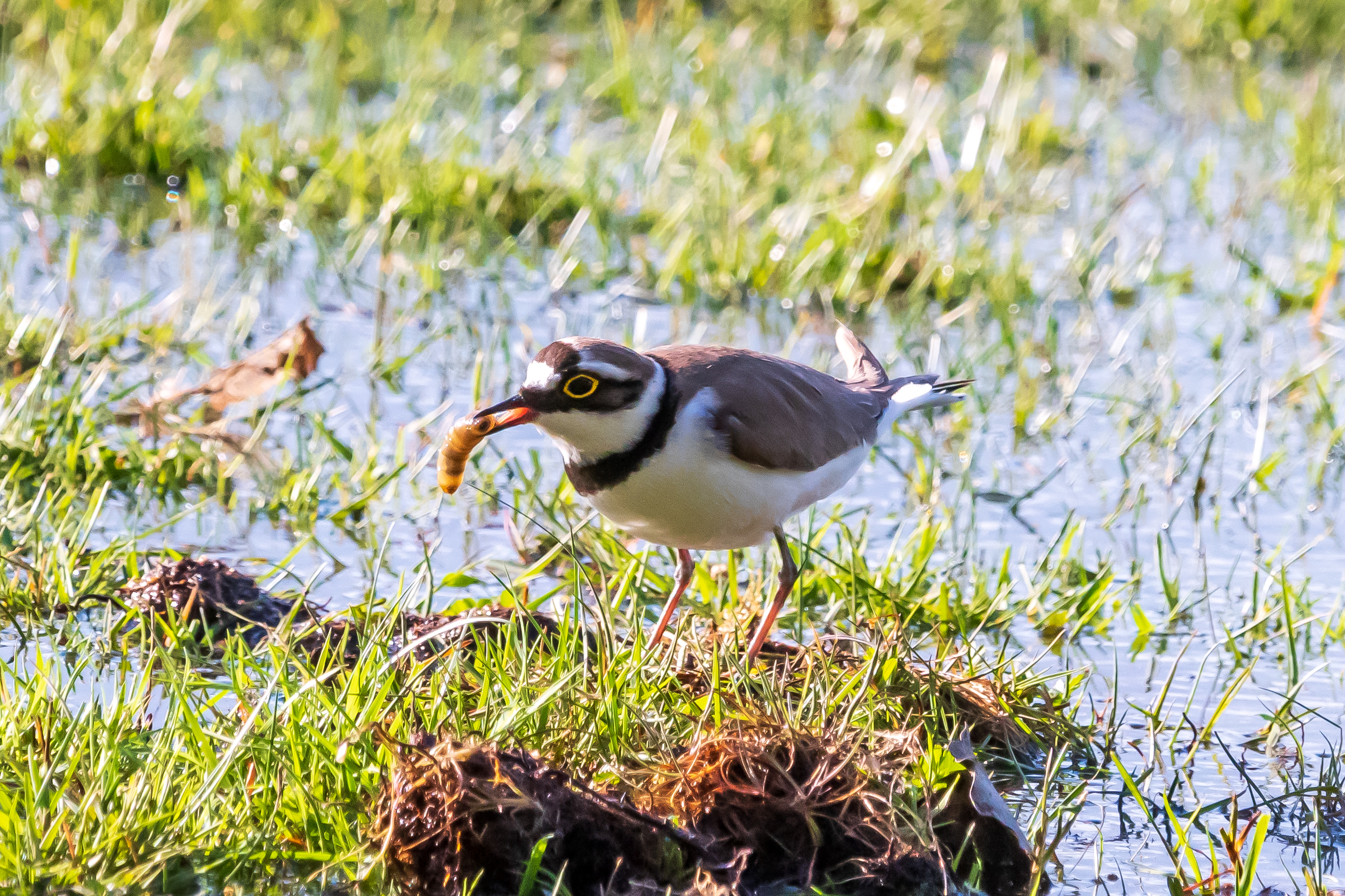
Flussregenpfeifer – lebt häufig an Kies-Baggerseen
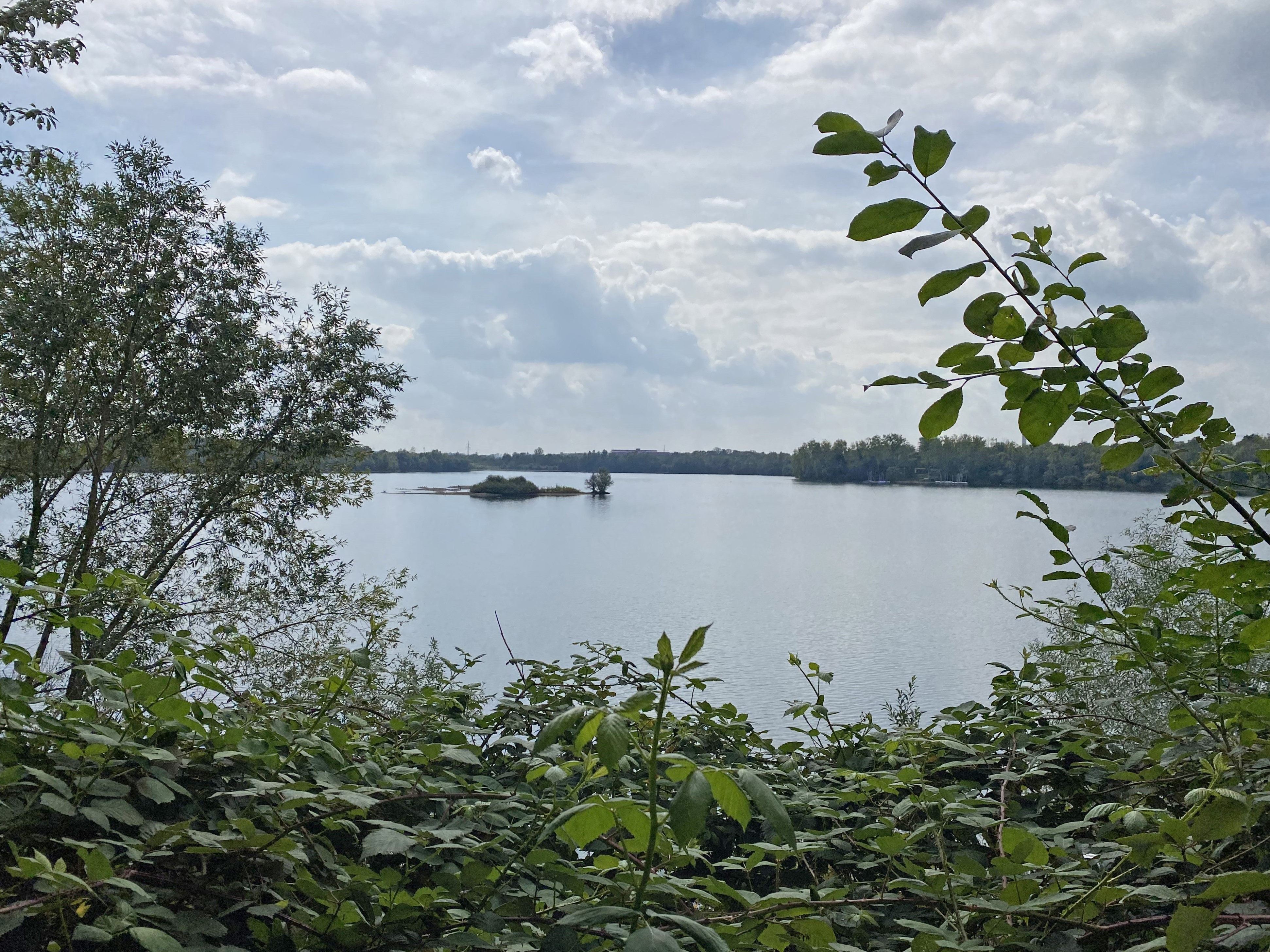
Blick vom Nordufer auf die zentrale Insel
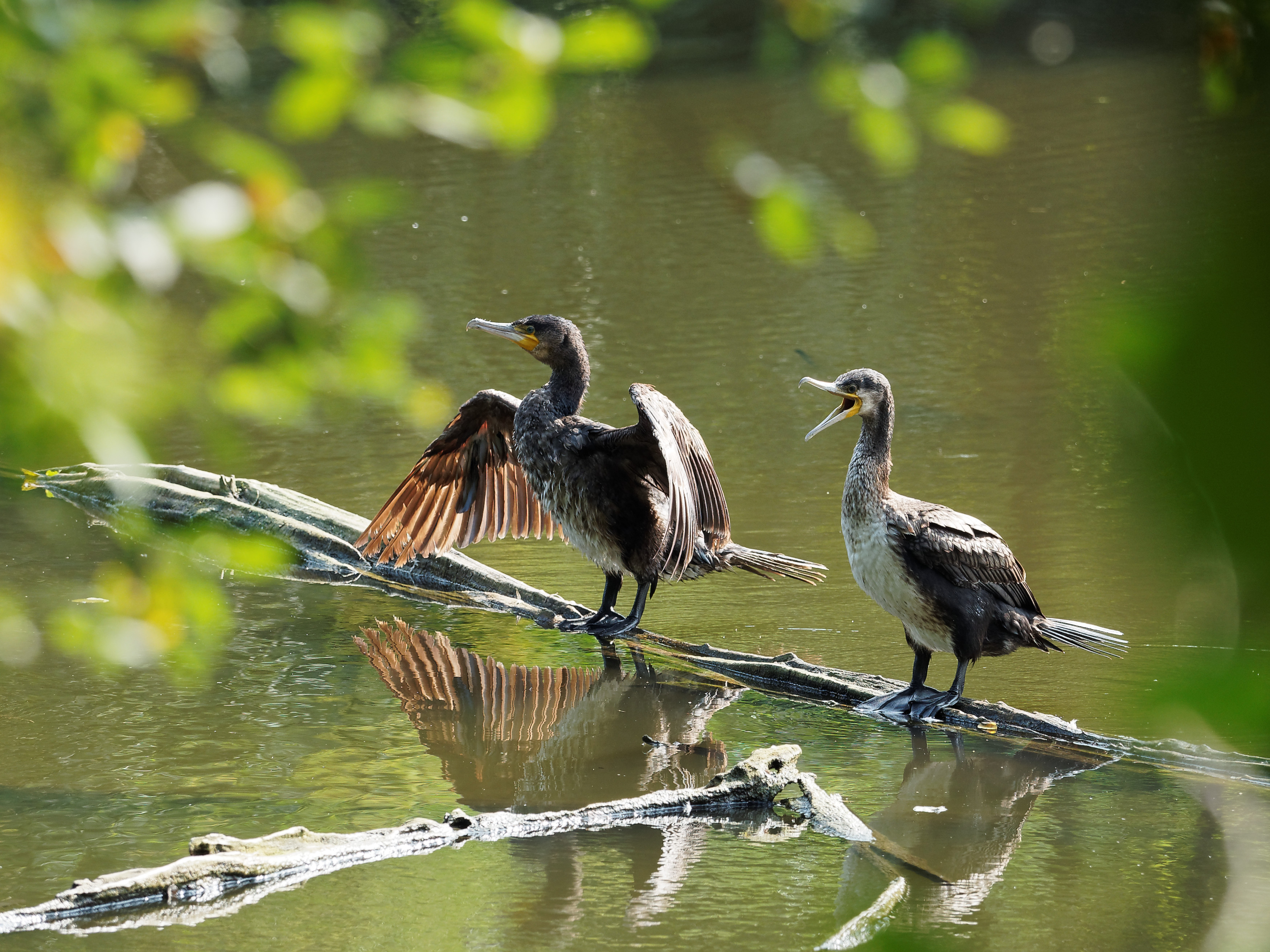
Kormorane trocknen ihr Gefieder nach jedem Tauchgang
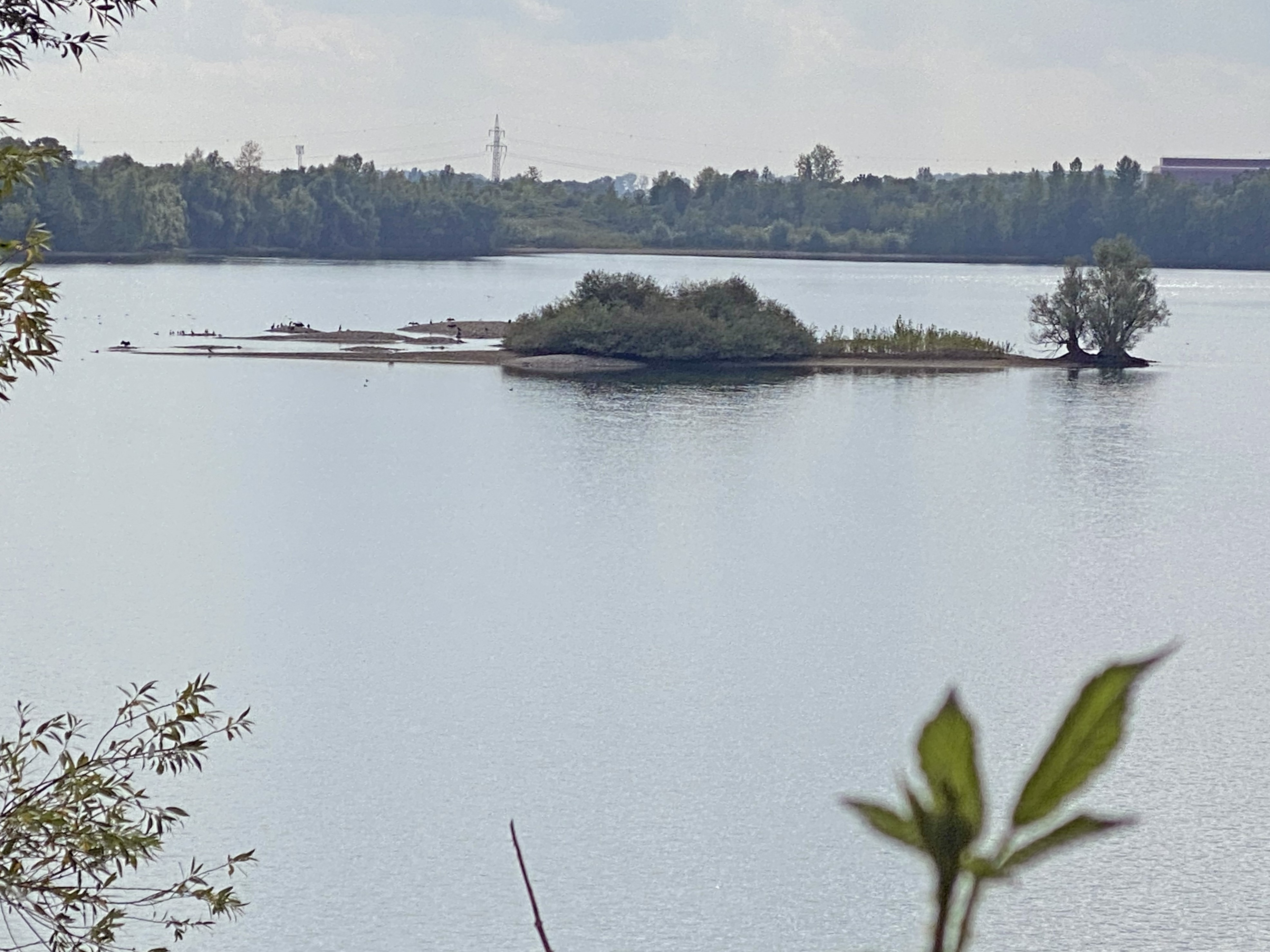
Auf der östlichen Seite (im Bild links) der Insel: viele Wasservögel, insbes. Kormorane
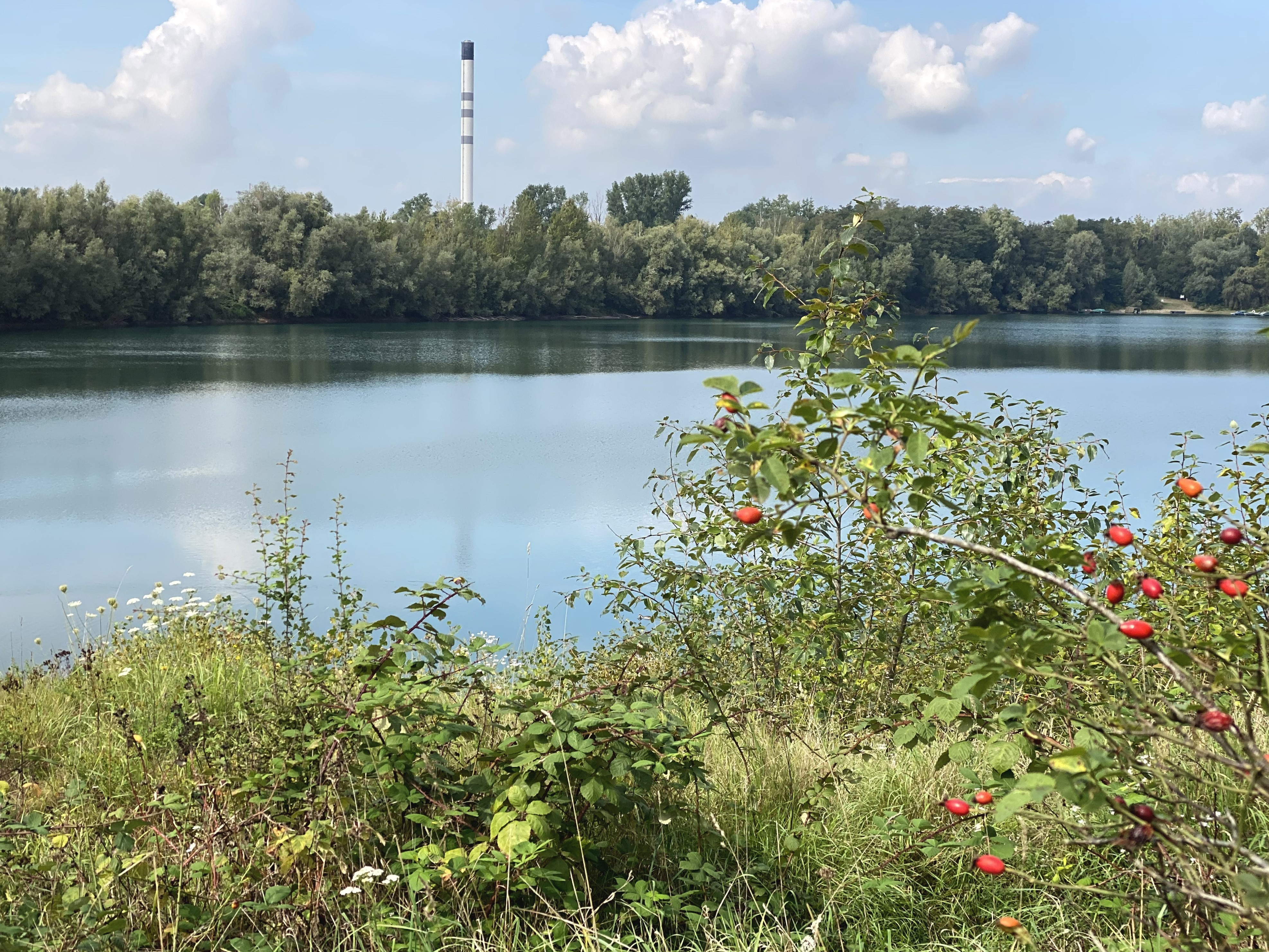
Blick auf das Westufer
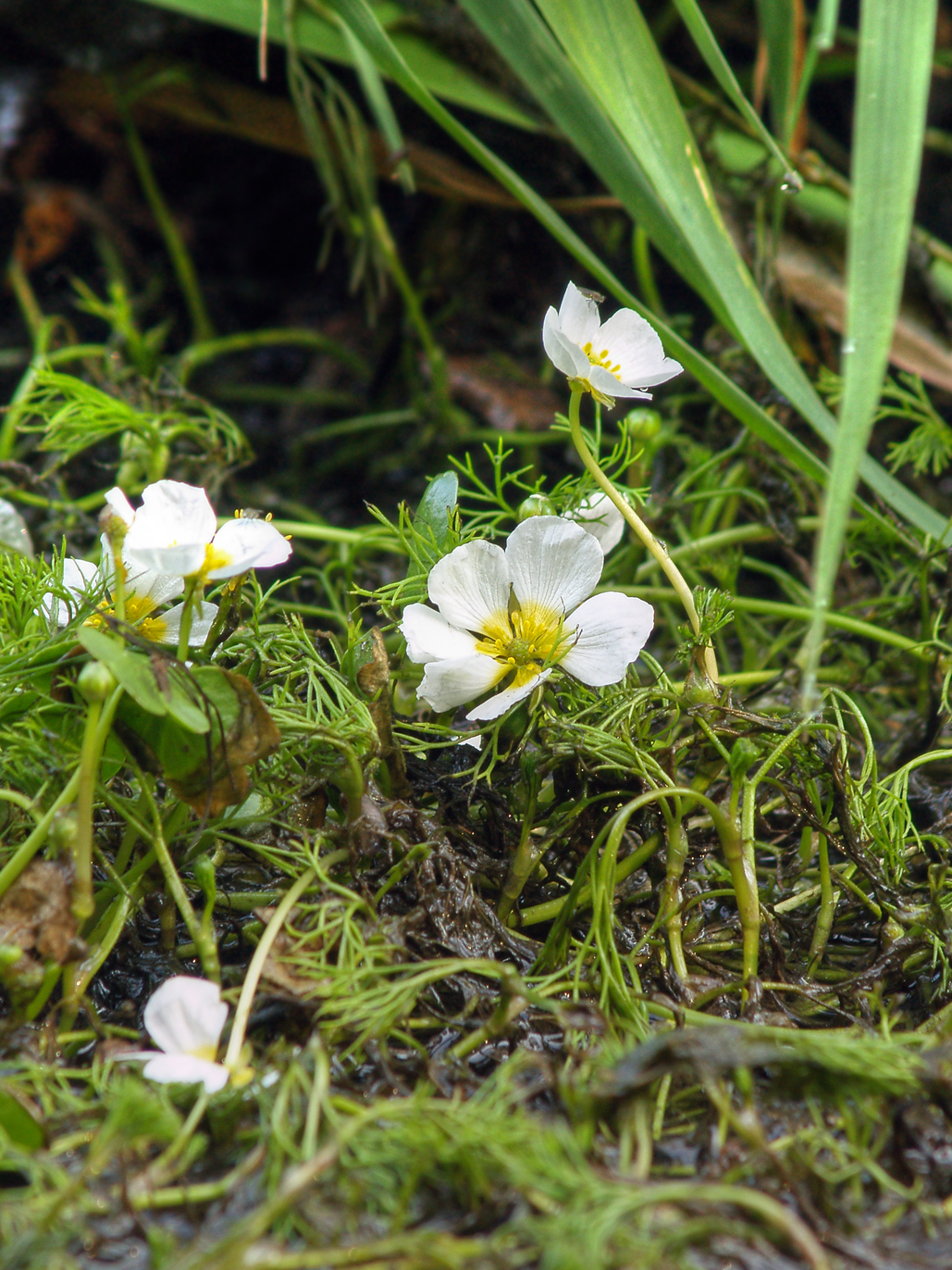
Spreizender Wasserhahnenfuß
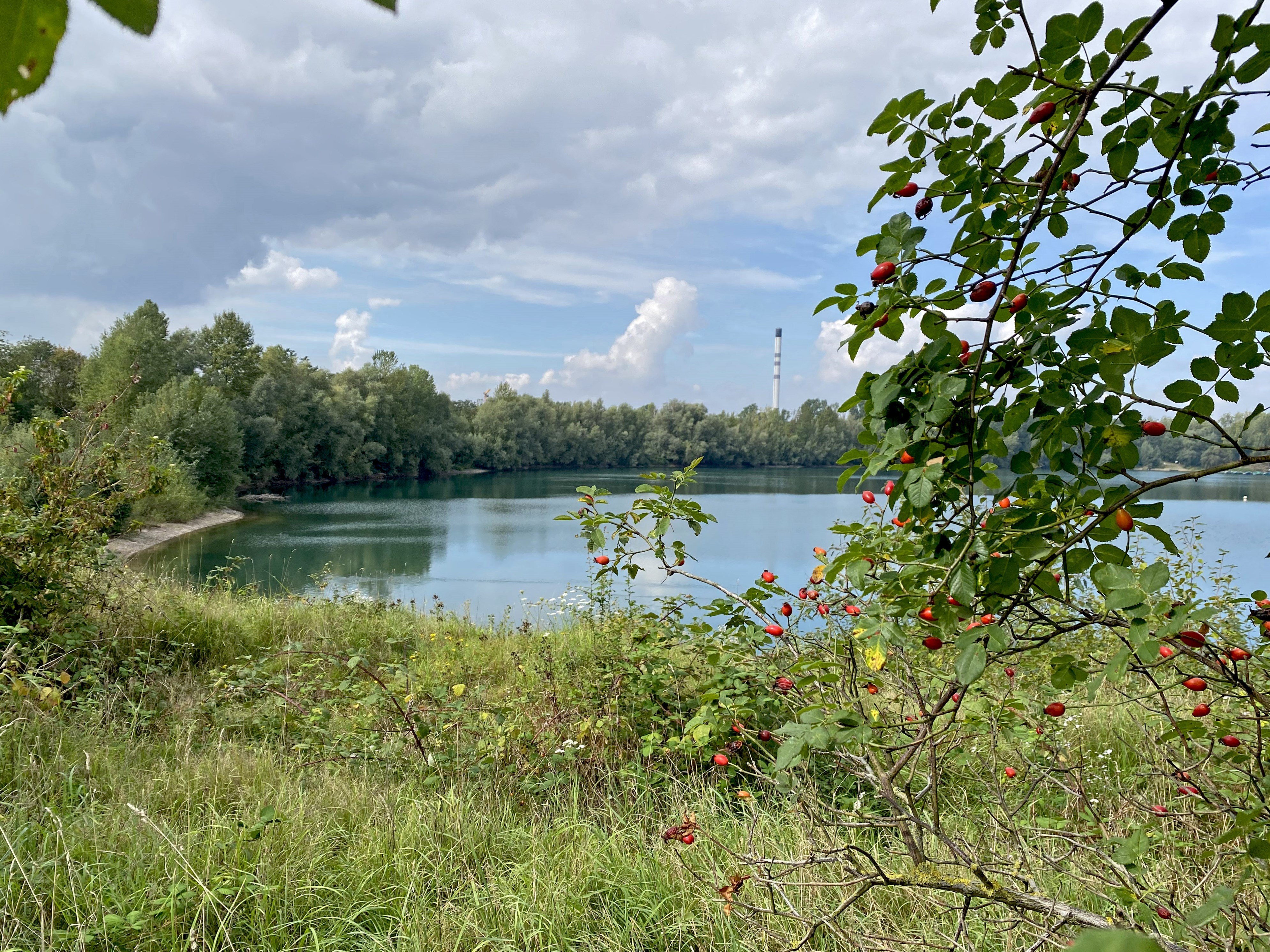
Blick auf das Südufer